# César Negredo
César Negredo Sánchez (Madrid, España; 2 de agosto de 1980) es un exfutbolista y entrenador español de fútbol. Es hermano del también exfutbolista Rubén Negredo y del futbolista Álvaro Negredo.

## Trayectoria

### Como futbolista
Inició su carrera futbolística en las categorías juveniles del Atlético de Madrid, donde pasó por el equipo juvenil B y luego ascendió al juvenil A durante las temporadas 1998-99 y 1999-00 respectivamente. Posteriormente, en la temporada 2000/2001, se unió al CD Mensajero antes de pasar al Getafe CF en la temporada 2001/2002.
Durante la temporada 2002/2003, formó parte del Real Jaén CF antes de fichar por el CD Badajoz en la temporada 2003/2004. En la temporada siguiente, jugó para el CD Don Benito antes de unirse al SD Huesca en la temporada 2005/2006. Continuó su carrera en España, representando al Villajoyosa CF durante la temporada 2006/2007 y al CD Logroñés durante la temporada 2007/2008.
En la temporada 2008/2009, se unió al CD Alcoyano (donde fue campeón de la Segunda División B), antes de fichar por el Alicante CF en la temporada 2009/2010. Durante esa misma temporada, también tuvo una breve estancia en el Sangonera Atlético CF. Posteriormente, en la temporada 2010/2011, se unió al Real Oviedo.
En agosto de 2012, se incorporó al CD Covadonga, donde finalizó su carrera como futbolista profesional en la temporada 2014.

### Como entrenador
Comenzó su trayectoria en el Recreativo de Huelva como ayudante durante la temporada 2017-18. Luego, asumió el papel de segundo entrenador del equipo durante la misma temporada, colaborando con Ángel López en 12 partidos. Posteriormente, en el transcurso de esa misma temporada, fue promovido como entrenador principal, logrando dirigir 13 partidos.
En la siguiente temporada, se unió al Real Racing Club como segundo entrenador, trabajando junto a Iván Ania durante 62 partidos desde julio de 2018 hasta noviembre de 2019. Luego, continuó como segundo entrenador en el Algeciras CF, colaborando con Iván Ania y Lolo Escobar durante la temporada 2021-22.

## Clubes

### Como futbolista
| Club               | País        | Año         |
| ------------------ | ----------- | ----------- |
| CD Mensajero       | España      | 2000 - 2001 |
| Getafe CF          | 2001 - 2002 |             |
| Real Jaén          | 2002 - 2003 |             |
| CD Badajoz         | 2003 - 2004 |             |
| CD Don Benito      | 2004 - 2005 |             |
| SD Huesca          | 2005 - 2006 |             |
| Villajoyosa CF     | 2006 - 2007 |             |
| CD Logroñés        | 2007 - 2008 |             |
| CD Alcoyano        | 2008 - 2009 |             |
| Alicante CF        | 2009        |             |
| Sangonera Atlético | 2010        |             |
| Real Oviedo        | 2010 - 2012 |             |
| CD Covadonga       | 2012 - 2014 |             |

### Como entrenador
| Club                                      | País          | Año         |
| ----------------------------------------- | ------------- | ----------- |
| Recreativo de Huelva (Segundo entrenador) | España        | 2017 - 2018 |
| Recreativo de Huelva                      | 2018          |             |
| Racing Santander (Segundo entrenador)     | 2018 - 2019   |             |
| Algeciras CF (segundo entrenador)         | 2021-presente |             |

## Palmarés

### Como futbolista
| Título                       | Club        | País   | Año     |
| ---------------------------- | ----------- | ------ | ------- |
| Segunda División B de España | CD Alcoyano | España | 2008-09 |